# Гинецинский, Даниил Ильич
Даниил Ильич Гинецинский (14 марта 1919 — 23 февраля 2010) — российский и советский музыкант, трубач, музыкальный педагог. Заслуженный артист РСФСР (1968). Трубач симфонического оркестра Мариинского театра (1939—1988). Преподаватель кафедры медных духовых и ударных инструментов Ленинградской консерватории (1946—1988).

## Биография
Даниил Гинецинский родился 14 марта 1919 году в Вологде в семье музыкантов Ильи Гинецинского — директор Вологодского музыкального училища и Лидии Сокальской — преподавателя фортепиано.
Окончил музыкальную школу по классу скрипки. Освоил игру на трубе. Проходил обучение в Вологодской музыкальной школе-техникуме. После второго курса был направлен в музыкальный техникум (училище) при Ленинградской консерватории, занимался в классе трубы К. К. Штейнмиллера. В 1945 году завершил обучение в Консерватории в классе А. Б. Гордона как солист-корнетист.
С 1935 по 1939 годы играл в оркестре Большого драматического театра имени М. Горького. В 1939 году прошел по конкурсу в группу медных духовых инструментов оркестра Государственного академического театра оперы и балета имени С. М. Кирова, где прослужил 50 лет. Участник премьеры балета С. С. Прокофьева «Ромео и Джульетта».
В 1941 году был удостоен диплома I степени на Всесоюзном конкурсе музыкантов-исполнителей в Москве.
В начале Великой Отечественной войны вместе с театром был эвакуирован в г. Молотов, где участвовал в постановке балета А. И. Хачатуряна «Гаянэ».
Участник послевоенных премьерах опер «Дуэнья» и балета «Каменный цветок» С. С. Прокофьева, балетов «Легенда о любви» А. Д. Меликова и «Спартак» А. И. Хачатуряна.
По приглашению Е. А. Мравинского в 1960-е годы исполнил партию корнета в составе филармонического оркестра на записи «Итальянского каприччио» П. И. Чайковского. Был избран почетным членом общества музыкантов-духовиков Армении.
Гинецинский — единственный в СССР трубач, который исполнил после войны на корнете «Бранденбургский концерт» № 2 И. С. Баха для трубы-пикколо.

### Преподаватель
С 1946 по 1952 годы — преподаватель-почасовик Ленинградской консерватории по классу трубы. С 1952 по 1956 годы — преподаватель-почасовик по классу трубы на Военно-морском факультете. С 1956 по 1988 годы работал преподавателем оркестровой кафедры по классу ансамбля духовых инструментов.
Одновременно проводил занятия на трубе в различных музыкальных училищах города Ленинграда.
Сочинил ряд этюдов и пьес для своего инструмента.
Среди учеников Гинецинского — известные музыканты В. С. Марголин, Г. Никонов, Г. Саркисян и Ярослав Хлопонин.
Умер 23 февраля 2010 года.

## Сочинения
- Этюды для трубы или корнета. М.: Музыка, 1964. — 36 с.;
- Этюды для трубы. Л.: Музыка, 1981. — 47 с.;
- Пьесы и этюды для трубы и фортепиано. Л.: Музыка, 1989. — 42 с.;
- Комплекс ежедневных занятий юного трубача. Л.: Музыка, 1990. — 55 с. (совм. с Митроновым А. П.).